# Macrotomoxia
Macrotomoxia là một chi bọ cánh cứng trong họ Mordellidae.
Chi này được miêu tả khoa học năm 1922 bởi Pic.

## Các loài
Chi này gồm các loài:
- Macrotomoxia castanea Pic, 1922
- Macrotomoxia gardneri (Blair, 1931)